# Clay County (Alabama)
Clay County je okres ve státě Alabama v USA. K roku 2010 zde žilo 13 932 obyvatel. Správním městem okresu je Ashland. Celková rozloha okresu činí 1 570 km².